# Дунаев, Андрей Евгеньевич
Андрей Евгеньевич Дунаев (14 мая 1949, Москва — 9 декабря 2015, Москва) — советский пловец.

## Карьера
Серебряный призёр чемпионата Европы 1966 года в комплексном плавании на 400 метров.
В 1967 году установил рекорд Европы, а в 1968 году — 4.45.3 (Таллин,3 апреля 1968) мировой рекорд.
На Олимпиаде 1968 года в Мехико представлял СССР на дистанциях 200 и 400 метров комплексным плаванием. На 400-метровке был седьмым с результатом 5:00.3 минут. А на 200-метровке прекратил борьбу после предварительных заплывов.
В 1964—68 годах Андрей 10 раз становился чемпионом СССР и 9 раз обновлял национальные рекорды.
Чемпион СССР (1991) и России (1998) в категории «Мастерс».